# مانتونن

مانتونن هي بلدة فرنسية تقع في باريس،فرنسا.